# Buddhizmus Észtországban
A buddhizmus Észtországban sokáig a szovjet uralommal való ellenállás egyik eszköze volt. A 2011-es népszámlálás szerint 1145 ember vallotta magát buddhistának Észtországban.

## Története
Bár a buddhizmus több ezer évvel korábban keletkezett Indiában, amikor az i. e. 5. század körül a történelmi Buddha elérte a megvilágosodást és megforgatta a tan kerekét, a nyugati tudósok csak a 19. században kezdtek el komolyabban foglalkozni a buddhizmussal. Az 1960-1970-es években a beat-generációnak és a hippiknek köszönhetően nőtt meg az érdeklődés a keleti filozófiák és vallások irányába, amelyekkel kifejezhették az akkori rendszerrel való szembeszállásukat. Észtországba legelőször a 20. század elején érkezett a buddhizmus Karl Tönisson (1882-1962) által, aki a nyugati emberek közül az egyik első buddhista szerzetes volt (szerzetesi neve Vahindra testvér volt). Színes és különc alak volt, akit akkortájt nem is vettek igen komolyan, ezért átköltözött a szomszédos Lettországba, ahol állampolgárságot is szerzett, és a fővárosban, Rigában építtetett egy buddhista templomot. Ekkor nevezte ki őt a Balti államok első buddhista érsekévé a 13. dalai láma.
Az 1930-as évek elején Vahindra testvér elutazott Ázsiába egyetlen elkötelezett tanítványával Friedrich Lustiggal (1912-1989), és soha többé nem tért vissza. Ő volt az első észt, aki ellátogatott a tibeti fővárosba, Lhászába, végül a burmai Rangunban telepedett le, ahol nagy tiszteletnek örvendett. 1962-es halálát követően bódhiszattvaként (a buddhizmusban olyasmi, mint egy szent) tisztelték. Ezáltal az első észt szent buddhista volt.
Uku Masing (1909-1985) észt filozófus tanulmányozta a buddhizmust, amelyet követően előadásokat tartott és kiadott egy könyvet is “Budismist” (“A buddhizmusról”) címmel. Masing is tagja volt az 1935-ban alapított Észt Keleti Társaságnak, amelyet 1940-ben, a szovjet csapatok megszállását követően be kellett zárni, ám 1988-ban újból megnyitott. A társaság egy másik tagja, a szintén orientalista Pent Nurmekund (1906-1996) megalapította a keleti tanulmányok tanszéket a Tartu Egyetemen 1955-ben. Innen nőtte ki magát az észt buddhizmus egy újabb fontos szereplője, Linnart Mäll (1938-2010), aki később szintén az intézmény oktatója lett, és számos alap buddhista szöveget fordított le észt nyelvre. Neki köszönhetően viszonylag könnyen válhat az észt ember buddhistává, hiszen három kötetnyi anyagot publikált 2004 és 2008 között “Budismi pühad raamatud” (“A buddhizmus szent könyvei”) címmel.
Észtországban a buddhizmus a szovjet uralommal szemben való ellenállás egyik eszközévé is vált. A kommunizmus alatt a vallások elnyomás alá kerültek, a keresztény vallásgyakorlat veszített erejéből, és észrevétlenül kisebb vallási közösségek eresztettek gyökeret. Linnart Mäll például nem dolgozhatott a Tartu Egyetemen kutatóként, ezért a keleti tudományok mérnöke címet vette fel. Mäll úgy nyilatkozott, hogy a buddhizmus akkoriban egyet jelentett a rendszerrel való szembeszegüléssel.
Létezett egy csoport Tallinban, akik az Észt Buddhista Testvérség nevet használták, amelyet 1982-ben alapított Vello Väärtnöu. A testvérség tagjai kazánosként dolgoztak, amely a szovjet idők egyik jellemző ellenálló tábora volt. Mindegyikőjük valamelyik buddhista hagyomány specialistájává vált, és intenzív viszonyt tartottak fenn a burjátföldi Ivolga kolostorral. Ezek az emberek építették Észtország első sztúpáját Jüri Arrak észt művész nyaralójánál. 1984-85 között három további sztúpa épült Tuuru falu közelében az ország keleti részén. Közben a KGB folyamatosan ellenőrzés alatt tartotta a testvérség tagjait. A buddhista könyvtárat több alkalommal is bezáratták. Tibeti szövegeket, thangkákat, és tibeti kézirattekercseket koboztak el Väärtnõuból. 1988-ban Jüri Arrakot deportálták Észtországból, amely tönkretette a testvérség működését.